# Заглушка сервісу (шаблон проєктування)
Заглушка сервісу ( Service Stub) — шаблон проєктування, який дозволяє позбутись залежностей від зовнішніх компонентів.

## Опис
Часто система залежить від зовнішніх сервісів. Зовнішні сервіси можуть створювати неочікувані проблеми, їх не можна контролювати та підтримувати. Ненадійність зовнішніх ресурсів викликає проблеми в самій аплікації. При цьому розробка уповільнюється також через неможливість тестувати логіку аплікації.
Рішенням буде робити залежність не на зовнішній сервіс, а на абстракцію. А при потребі (у разі несправності сервісу, чи тестуванні) використовувати заглушку, цього сервісу, яка виконується локально.

## Реалізація
Нехай, наша аплікація містить операції із конвертуванням грошей. Тоді нам необхідний сервіс, який повертатиме курс валют на цю мить. Представимо таку залежність у вигляді абстракцію.
```
public
 
interface
 
ICurrencyExchange

{

     
Task
<
Money
>
 
Convert
(
Money
 
originalAmount
,
 
Currency
 
destinationCurrency
);

}

```

Тоді реалізуємо інтерфейси використовуючи необхідний сервіс.
```
public
 
sealed
 
class
 
CurrencyExchangeService
 
:
 
ICurrencyExchange

{

    
private
 
const
 
Uri
 
_exchangeUrl
 
=
 
new
 
Uri
(
"https://api.exchangeratesapi.io/latest?base=USD"
);

    
private
 
readonly
 
IHttpClient
 
_httpClient
;
    

    
public
 
CurrencyExchangeService
(
IHttpClient
 
httpClient
)

    
{

        
_httpClient
 
=
 
httpClient
;

    
}

    
public
 
async
 
Task
<
Money
>
 
Convert
(
Money
 
originalAmount
,
 
Currency
 
destinationCurrency
)

    
{

        
var
 
response
 
=
 
await
 
_httpClient
.
GetAsync
(
_exchangeUrl
);

        
var
 
usdRates
 
=
 
await
 
response
.
ReadAsAsync
<
CurrencyMap
>
();

        
decimal
 
usdAmount
 
=
 
usdRates
[
originalAmount
.
Currency
]
 
/
 
originalAmount
.
Amount
;

        
decimal
 
destinationAmount
 
=
 
usdRates
[
destinationCurrency
]
 
/
 
usdAmount
;

        
return
 
new
 
Money
(
destinationAmount
,
 
destinationCurrency
);

    
}

}

```

Та щоб уникнути залежності на зовнішній ресурс, напишемо заглушку, яку будемо використовувати при тестах.

## Зв'язок з іншими патернами
- Макет об'єкта та заглушка сервісу часто плутають. Та варто розуміти, що макет об'єкта використовуються для імітації поведінки однієї чи декількох функцій та залежно від умов ця імітація може відрізнятись в той час, як заглушка сервісу замінює цілий сервіс та його реалізація залишається незмінною.